# Plainville (Indiana)
Plainville – miasto w Stanach Zjednoczonych, w stanie Indiana, w hrabstwie Daviess.